# Frank Kitson
Frank Kitson (né le 15 décembre 1926 à Kensington (Londres) et mort le 2 janvier 2024) est un général de l'armée britannique, théoricien de la guerre contre-insurrectionnelle et des conflits de basse intensité. 
Il a été Commander-in-Chief, Land Command (CINCLAND) de l'armée britannique de 1982 à 1985 puis général aide-de-camp de la reine Élisabeth II de 1983 à 1985, avant d'obtenir la même année la Grande croix de Chevalier de l'ordre de l'Empire britannique.

## Biographie
Frank Kitson participe au conflit colonial en Malaisie, à la guerre en Irlande du Nord et à la guerre des Malouines. Ses écrits sur l'usage des counter-gangs (contre-gangs), impliqués dans des opérations false flag, et des mesures d'intoxication, dont l'usage de personnes « retournées », demeure aujourd'hui un sujet de débat. Bien que parfois crédité – à tort –, d'avoir inventé les concepts de pseudo-gangs et de pseudo-operations (ou encore opérations false flag, déjà utilisés, par exemple, lors de l'insurrection Huk dans les Philippines), ses écrits, qui citent abondamment La Guerre moderne (1961) du colonel Roger Trinquier, leur ont donné un public plus large.
À la retraite, il a donné des preuves concernant l'enquête sur Mark Saville à propos des événements de Bloody Sunday en 1972.

## Publications
Liste non exhaustive.
- Gangs and Counter-gangs (1960), Barrie and Rockliff
- Low Intensity Operations: Subversion, Insurgency and Peacekeeping (1971), Faber and Faber - reprint 1991  (ISBN 0-571-16181-2)
- Bunch of Five (1977)
- Prince Rupert: Admiral and General-at-sea (1998), Constable and Robinson
- Old Ironsides: The Military Biography of Oliver Cromwell (2004), Weidenfeld Military